# Oswald Brodin
Otto Gerhard Oswald Brodin, född 5 januari 1914 i Halmstad,  död 7 november 1987 i Tjärstad, Kinda kommun, Östergötland, var en svensk musiker, främst trumpetare men även violinist. Han började som musikelev vid Hallands regementes (I 16) musikkår 1929 med trumpet som huvudinstrument. Brodin avlade musikdirektörsexamen 1937 och utnämndes till musikdirektör vid Skånska luftvärnskåren (Lv 4) 1943. Där spelade han in den första svenska EP-skivan med marscher med bl.a. sin egen Svensk militärmarsch. Vid denna musikkårs nedläggning samma år förflyttades han till Arméns musikkår i Linköping, från 1961 Militärmusikkåren i Linköping. Vid militärmusikens upphörande 1971 kvarstod han som kapellmästare vid Regionmusikavdelningen i Linköping, varifrån han pensionerades 1974. Han var gift med Märtha Brodin och fick sonen Göran och dottern Gerd.